# Xã North Viking, Quận Benson, Bắc Dakota
Xã North Viking (tiếng Anh: North Viking Township) là một xã thuộc quận Benson, tiểu bang Bắc Dakota, Hoa Kỳ. Năm 2010, dân số của xã này là 59 người.